# Acanthoderes obscurior
Acanthoderes obscurior  (лат.) — вид жуков-усачей из подсемейства ламиин. Распространён в Польше, России и Монголии. Кормовым растением личинок является дуб черешчатый.